# یواس‌اس پروت (ام‌اس‌سی-۱۹۷)
یواس‌اس پروت (ام‌اس‌سی-۱۹۷) (به انگلیسی: USS Parrot (MSC-197)) یک کشتی بود که طول آن ۱۴۴ فوت ۳ اینچ (۴۳٫۹۷ متر) بود. این کشتی در سال ۱۹۵۴ ساخته شد.